# نوک (کالبدشناسی)

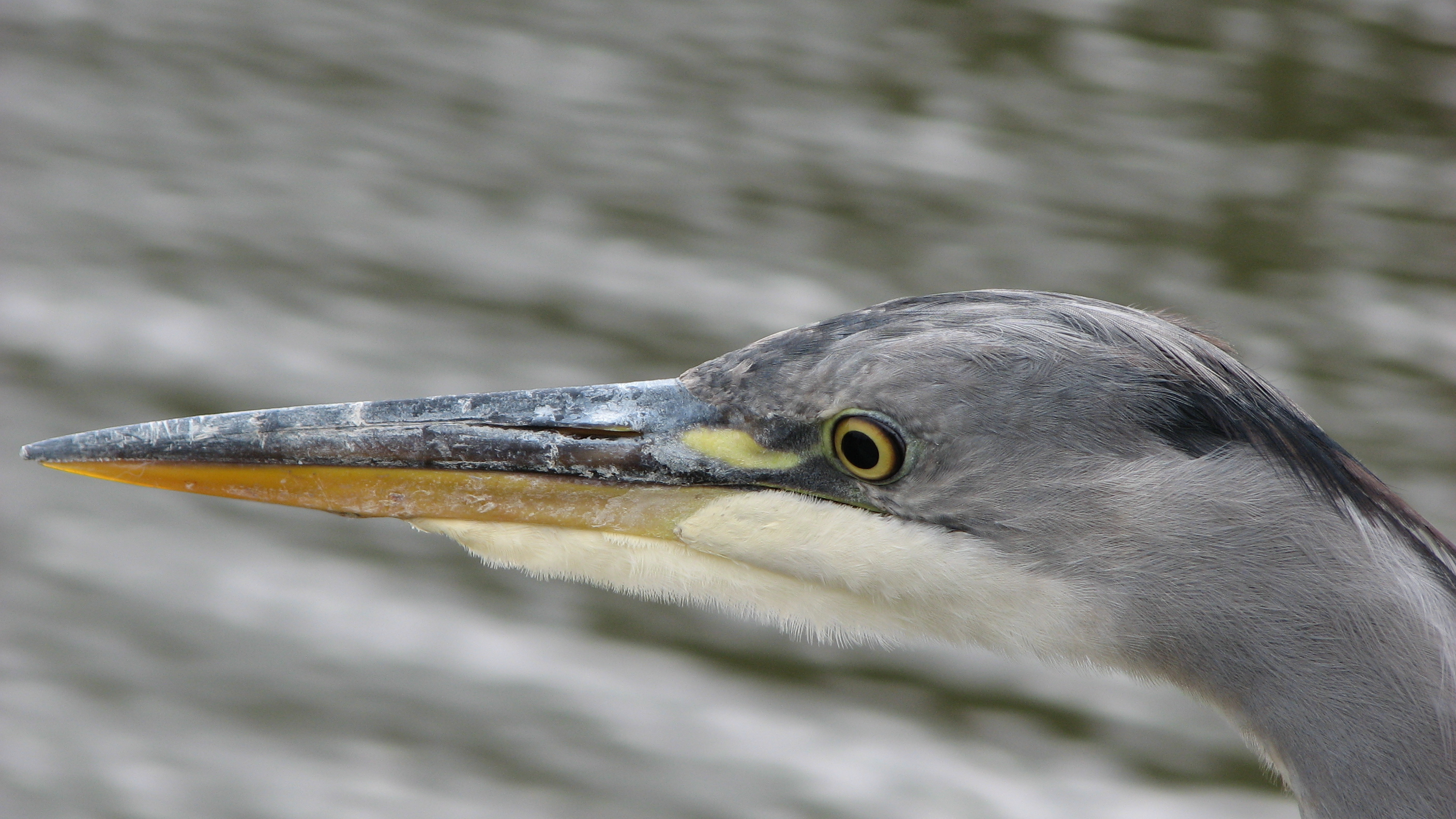
نوک حواصیل خاکستری

نوک (از لاتین rostrum به معنی نوک) اصطلاحی است که در کالبدشناسی برای تعدادی از ساختارهای تبارزایی نامرتبط در گروه‌های مختلف جانوران به کار می‌رود.

## مهره‌داران
در پستانداران، نوک بخشی از جمجمه است که در جلوی قوس‌های گونه‌ای قرار دارد، جایی که دندان‌ها، کام و حفره بینی را نگه می‌دارد. افزون بر این، جسم پینه‌ای مغز انسان دارای یک دستگاه عصبی است که به نام نوک شناخته می‌شود.
نوک پرندگان یا پوزه پستانداران نیز ممکن است به عنوان نوک شناخته شود.

## نگارخانه

Nebalia
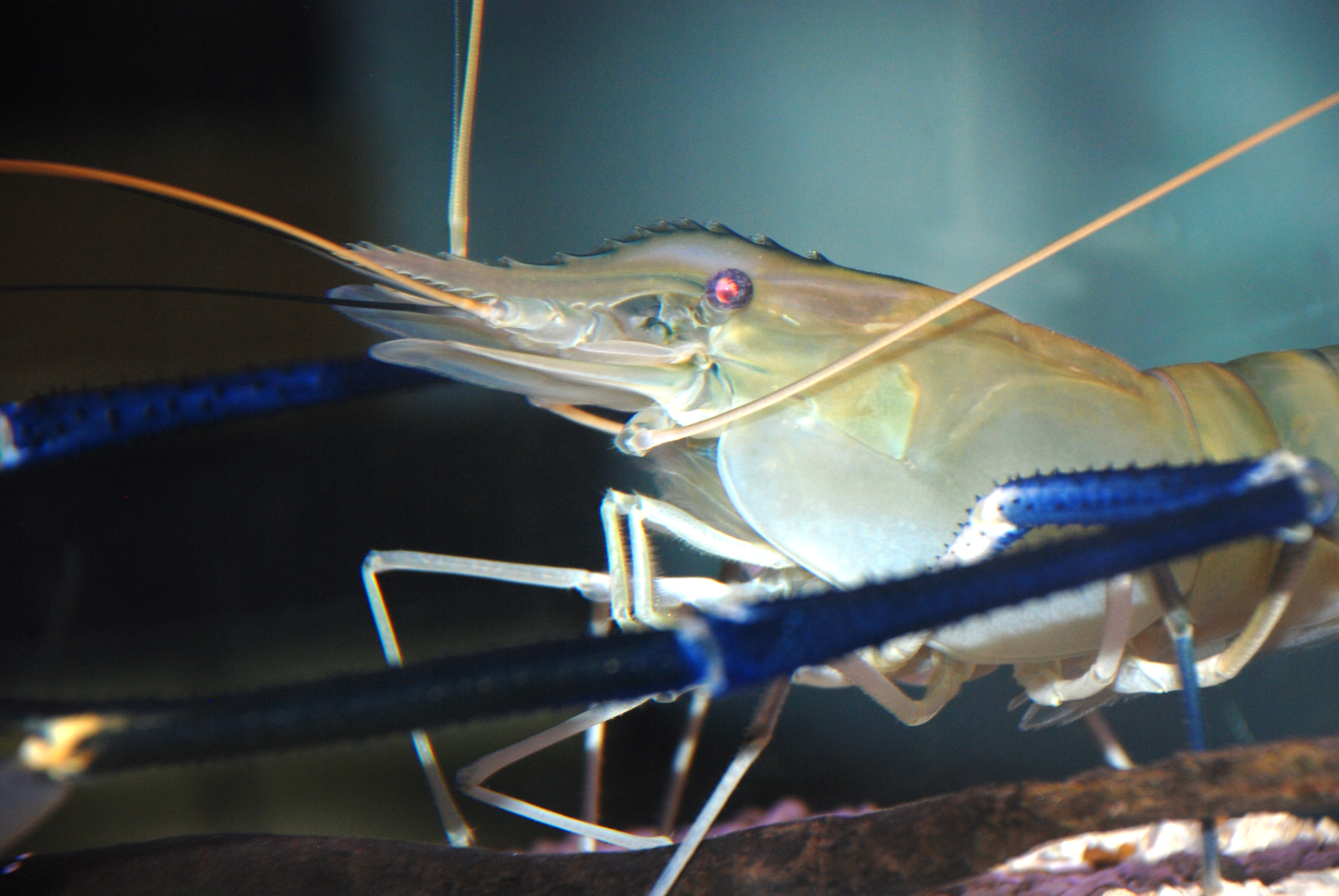
سخت‌پوستان: نوک میگو Macrobrachium rosenbergii در امتداد هر دو لبه دندانه‌دار است.
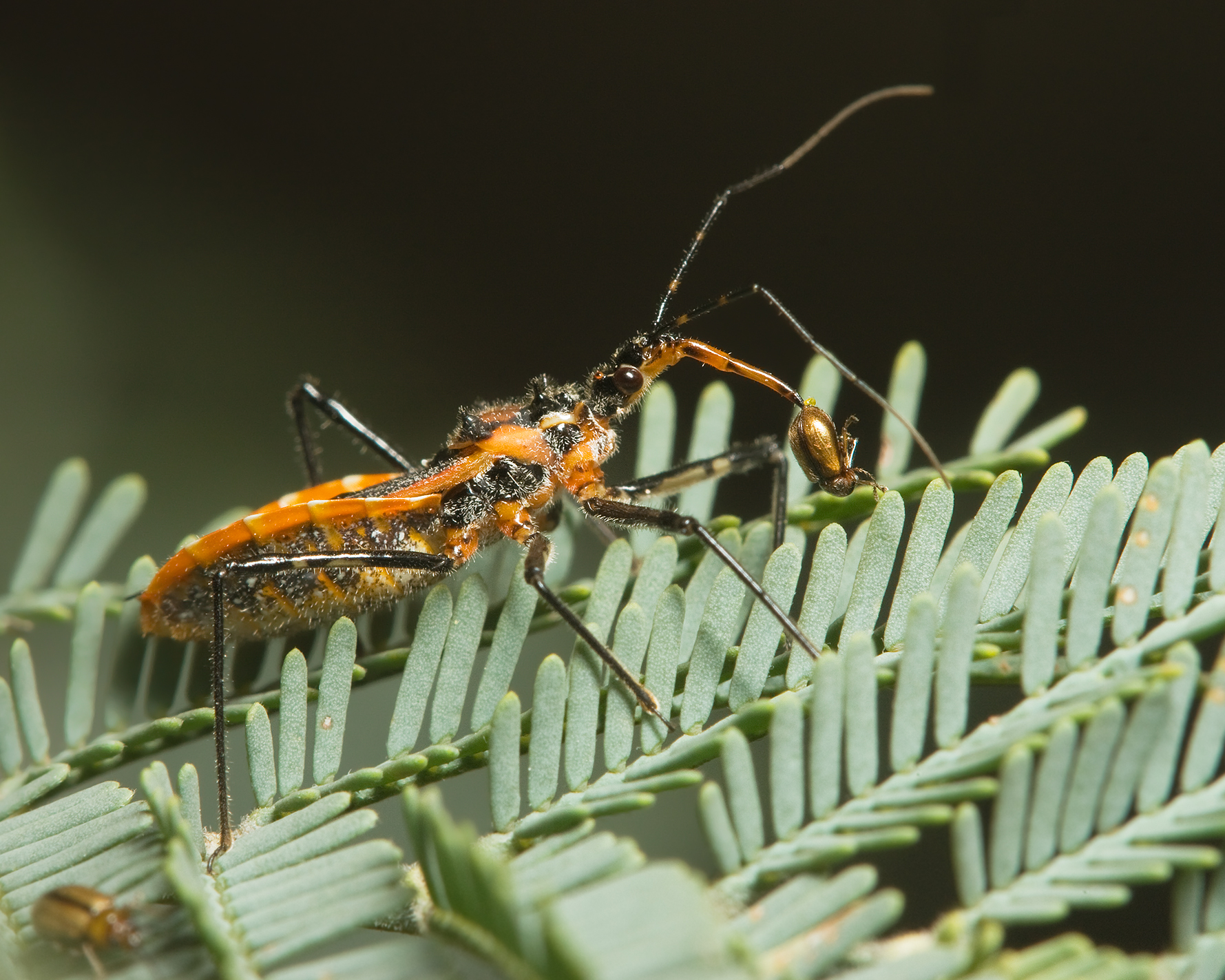
حشره: حشرهٔ قاتل که طعمه خود را با نوک خود سوراخ می‌کند
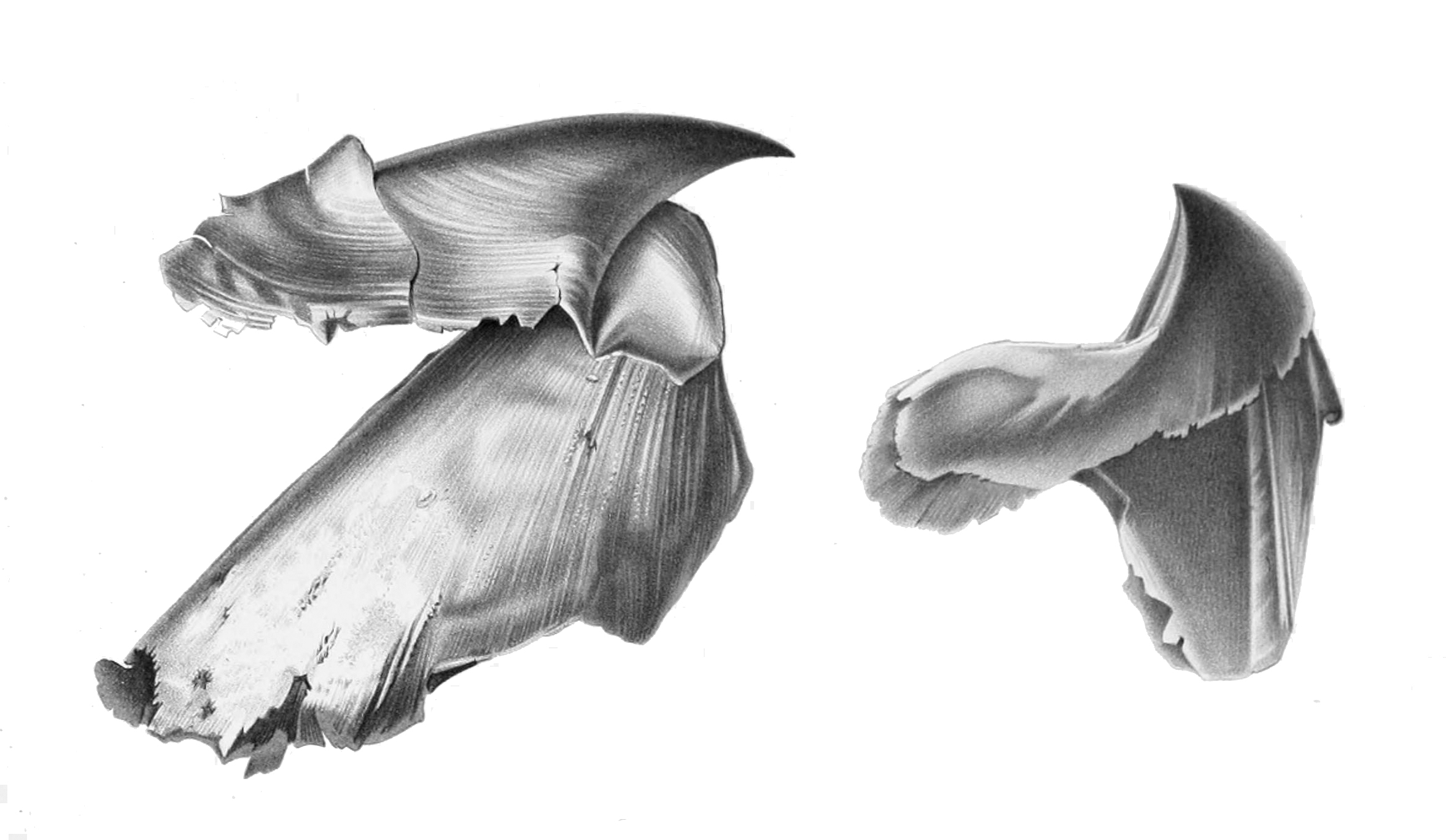
سرپایان: نوک دوبخش یک ماهی‌مرکب غول‌پیکر
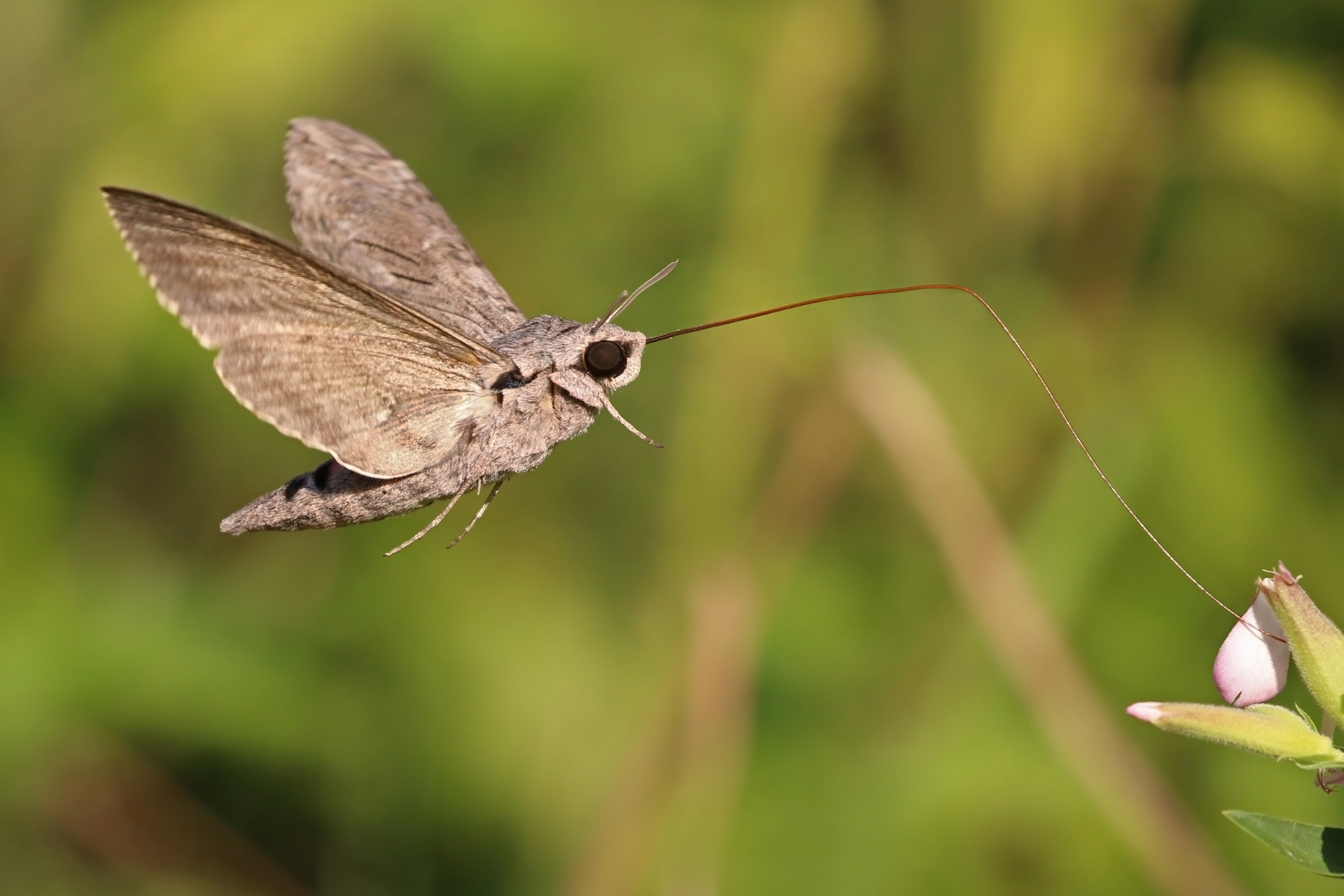
خرطوم بازبید (Agrius convolvuli)